# Geocoris
Genre
Le genre Geocoris comprend des insectes hémiptères hétéroptères (punaises) de la famille des Lygaeidae, et de la sous-famille des Geocorinae. 
Ce sont des prédateurs. Les larves et les adultes ont pour proies principalement les acariens, les psylles, les pucerons et les thrips sur les arbres fruitiers, la vigne et les cultures légumières.

## Historique et dénomination
Le genre Geocoris  a été décrit par l'entomologiste suédois Carl Frederick Fallén en 1814.

## Taxinomie
Liste des sous-genres et des espèces
- Sous-genre Geocoris (Eilatus)
  - Geocoris chloroticus Puton, 1888
  - Geocoris confalonierii (de Bergevin, 1932)
- Sous-genre Geocoris (Geocoris) Fallén, 1814 
  - Geocoris albipennis Fabricius
  - Geocoris arenarius (Jakovlev, 1867)
  - Geocoris ater (Fabricius, 1787)
  - Geocoris dispar (Waga, 1839)
  - Geocoris erytrops (Dufour, 1857)
  - Geocoris grylloides (Linnaeus, 1761)
  - Geocoris lapponicus Zetterstedt, 1838
  - Geocoris lineola (Rambur, 1839)
  - Geocoris megacephalus (Rossi, 1790)
  - Geocoris pallidipennis (A. Costa, 1843)
- Sous-genre Geocoris (Piocoris) Stål, 1872 
  - Geocoris erythrocephalus (Lepeletier & Serville, 1825)

Espèces non classées dans un sous-genre
Geocoris acuticeps Signoret, 1881
Geocoris collaris Puton, 1878
Geocoris desertorum (Jakovlev, 1871)
Geocoris oschanini (Jakovlev, 1871)
Geocoris phaeopterus (Germar, 1838)
Geocoris pubescens (Jakovlev, 1871)
Geocoris punctipes (Say, 1832)

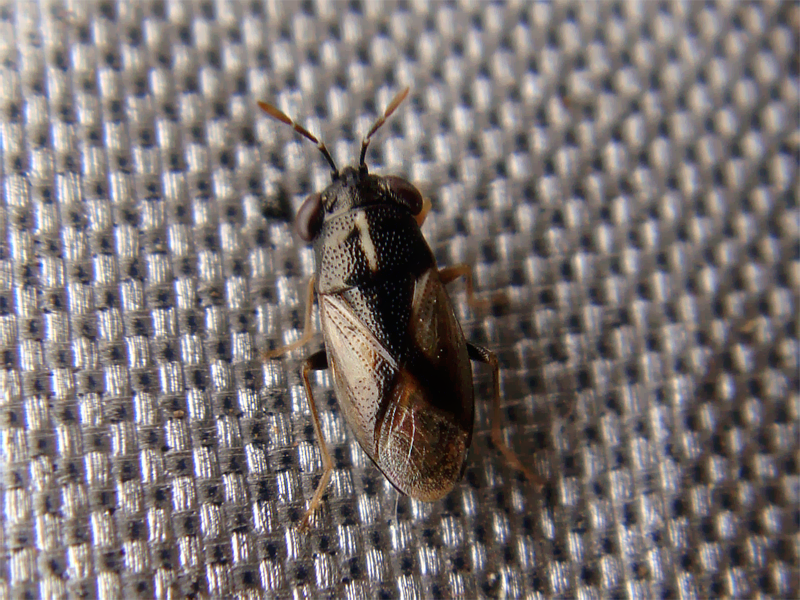
Geocoris albipennis
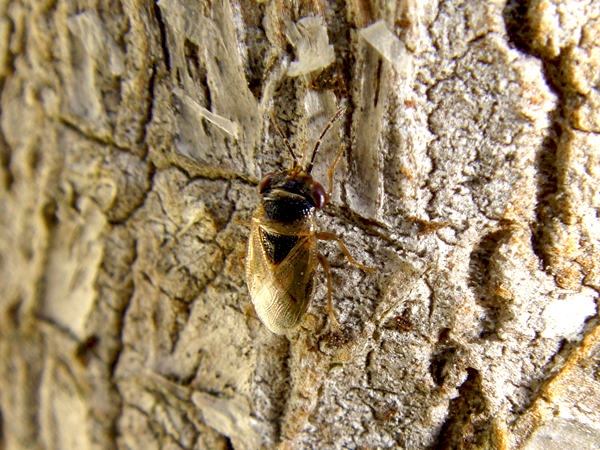
Geocoris megacephalus
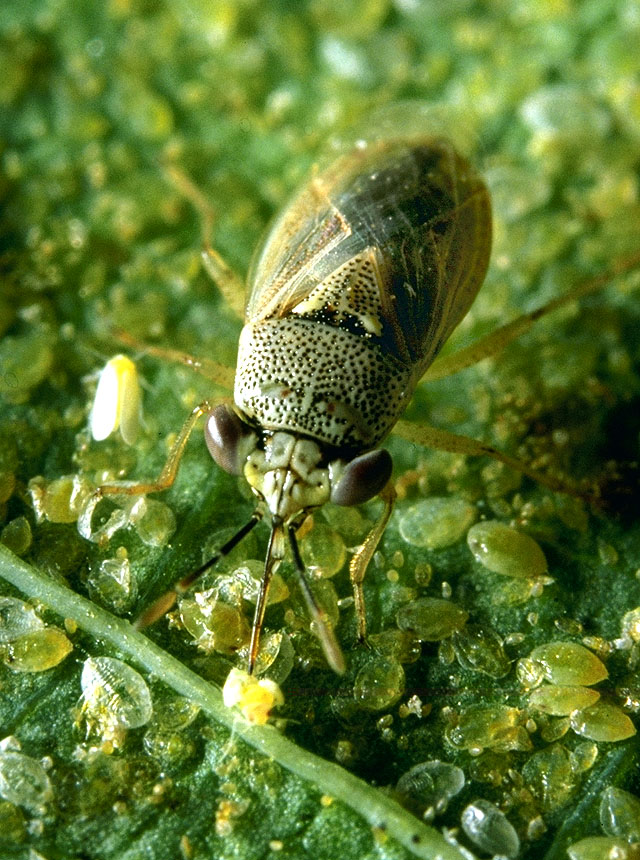
Geocoris punctipes